# D-Cyber
D-Cyber/Digimon D-Cyber (數碼暴龍T) è un manhua cinese dedicato all'universo di Digimon, pubblicato dalla Rightman Publishing di Hong Kong a partire dal 17 febbraio 2005. La storia narra delle avventure di Hikaru Ryuuji, Masuken Kana, Teru Raku ed una giovane ragazza di nome Kiyoshi. Il manhua introduce il concetto di Digimon X, ma la loro origine è diversa da quella del manga giapponese Digimon Chronicle.

## Trama
Diecimila anni fa, un grande e potente Digimon fu sconfitto e sigillato dai Cavalieri Sacri in un'entità nota come "Digicuore". Anni dopo, un virus infetta Digiworld, risparmiando solo coloro in possesso dell'Anticorpo D. Gli unici membri sopravvissuti dei Cavalieri Sacri sono Omega del Potere, Duke del Coraggio e Magna dei Miracoli.
All'inizio della serie, il "Dio della Morte" MetalPhantomon trasporta Hikaru, Kiyoshi, Masuken e Teru a Digiworld. In principio, Hikaru viene lasciato solo con il suo Digimon (che inizialmente è un Dorimon), ma presto si ritrova a combattere contro i suoi amici Teru e Masuken, che si trovano sotto il controllo di MetalPhantomon, ed i loro Digimon, Agumon X e Ryuudamon.
Improvvisamente, MetalPhantomon ruba lo "Spirito di Drago" del partner di Hikaru, che ora è un Dorumon. Mentre MetalPhantomon usa lo Spirito di Drago per ridare vita al Digicuore, Hikaru, Teru e Masuken apprendono da Omega del Potere che possono avere un nuovo Spirito di Drago da Duke del Coraggio e con questo salvare la vita di Dorumon. Ma quando i tre ed i loro Digimon giungono nell'area di Digiworld di Duke, vengono assegnati loro una serie di test da uno dei servi di Duke, MameTyramon.
Dopo aver completato i test ed aver combattuto con lo stesso Duke, il gruppo riesce a guadagnarsi un nuovo Spirito di Drago per Dorumon. Tuttavia, i tre devono ora combattere contro MetalPhantomon, che è riuscito nel suo intento di riportare in vita il Digicuore, che ora ha le sembianze di Dexmon. Alla fine, Hikaru e gli altri riescono a salvare la loro amica Kiyoshi, che era stata sigillata all'interno di Dexmon, e ritornano nel mondo reale.

## Personaggi

### Esseri umani e Digimon partner
Hikaru Ryuuji
Personaggio principale e classico "goggle boy", ovvero quel prototipo di ragazzo solitamente protagonista delle varie serie anime che funge un po' da leader del gruppo (Tai Kamiya, Davis Motomiya, Takato Matsuki, Takuya Kanbara, Taiki Kudo). Anche se è sempre in qualche modo irresponsabile e temerario, cerca sempre di andare incontro alle esigenze dei suoi amici. I suoi obiettivi principali diventano presto salvare la sua amica Kiyoshi ed il suo stesso Digimon, Dorumon, quando perde il suo Spirito di Drago.
Dorumon
Dorumon è il Digimon partner di Hikaru e diventa furioso quando il suo partner non si prende le sue responsabilità riguardo al rapporto tra loro due. Alla fine, si rivela essere Alphamon, leader perduto dei Cavalieri Sacri.
- Dorumon inizialmente sembra poter digievolvere solo in Dorugoramon e, successivamente, in DexDoruGreymon e DexDorugoramon tramite la Digievoluzione Death-X. Dopo aver perso il suo Spirito di Drago diventa Grademon, quindi Alphamon ed infine Alphamon (Ouryuuken) nella battaglia finale.

Masuken Kana
Amico di Hikaru e Teru. Controllato temporaneamente da MetalPhantomon. Masuken crede che la conoscenza sia importante tanto quanto il vero potere ed è un buon stratega.
Ryuudamon
Partner di Masuken. È molto rispettoso e definisce Masuken il suo maestro.
- Il partner di Masuken è originariamente un Gaiomon, ma viene sconfitto dal DexDorugoramon di Hikaru. Regredisce dunque a Digiuovo e poi diviene temporaneamente un DexDorugamon tramite Digievoluzione Death-X. Infine, torna in vita come Ryuudamon. Ryuudamon alla fine diventa Hisyarumon e, dopo aver ricevuto il potere dei Cavalieri Sacri, acquisisce l'abilità di digievolvere Owryuumon. Quindi, nella battaglia finale, Owryuumon diventa la lama che permette ad Alphamon (Ouryuuken) di distruggere Dexmon.

Teru Raku
Teru è il giovane amico di Hikaru e Masuken. È basso e molto timido, ma riesce a rendersi utile in varie circostanze. Viene controllato brevemente da MetalPhantomon.
Agumon X
Agumon X è il Digimon partner di Teru ed è spesso il protagonista di scene comiche.
- Quando Teru è controllato da MetalPhantomon, Agumon X appare per la prima volta come MetalGreymon X. Successivamente, Teru riesce ad aiutarlo a diventare Greymon X e, dopo aver ricevuto il potere dei Cavalieri Sacri, Agumon X acquisisce l'abilità di digievolvere Omekamon.

Kiyoshi
Amica di Hikaru, Masuken e Teru. Viene sigillata all'interno di Dexmon finché non viene liberata da Hikaru e Grademon.

### Cavalieri Sacri
Dopo essere riusciti a sigillare il Digicuore diecimila anni fa, e dopo l'arrivo di un potente virus, solo tre di questi Digimon sono ancora in vita. Alla fine della serie, Dorumon si rivela essere il loro leader, Alphamon.
Omega del Potere
Omnimon X è uno dei Cavalieri Sacri ed è chiamato "Omega del Potere", apparendo per la prima volta nel capitolo 3, "La Trappola di Masuken". Uno dei soli tre Cavalieri Sacri rimasti dei tredici esistenti originariamente. Masuken si trova sotto il controllo di MetalPhantomon nel capitolo 2 e Hikari riceve un messaggio sul suo Digital Monster D-Cyber Version 1.0 da parte di Masuken che gli dice di dirigersi a nord verso il covo di MetalPhantomon. Segue una battaglia tra i due, ma Teru dice ad Hikaru di non discutere con Masuken e che lui vuole rimanere a Digiworld poiché Masuken è convinto che MetalPhantomon darà loro potere. Hikaru colpisce Teru e gli dice di svegliarsi. Nel fare ciò, Teru perde conoscenza. Masuken crede che Teru sia stato ucciso ed invoca il suo Digimon, Gaiomon (Samudramon in Digital Monster D-Cyber Special Limited Edition e GaiOumon in Digimon Chronicle). Il Digimon di Hikaru effettua la Digievoluzione Death-X e diventa DexDoruGreymon a causa del suo dolore e della sua colpa. Cercando di far riprendere Teru, Hikaru capisce la trappola di Masuken e che il Teru di prima non era quello vero, ma solo un'illusione: Masuken aveva scambiato Teru con una copia per fare infuriare Hikaru. Masuken dice che manderà Hikaru dal "Dio della Morte" (MetalPhantomon), ma il suo Gaiomon viene comunque sconfitto dal DexDorugoramon di Hikaru, che in preda alla sua rabbia aveva causato l'evoluzione del suo Digimon, il quale però è senza controllo. In seguito, Hikaru recupera il vero Teru ma viene interrotto alla vista di Omnimon X accanto a lui. Il Digimon chiede chi sia il responsabile della distruzione della pace a Digiworld, ma sente l'odore del Digicuore di DexDorugoramon e dice di aver già sconfitto lo stesso Digicuore malvagio diecimila anni prima, ordinando ai bambini di fuggire. Omnimon X inizia a combattere contro DexDorugoramon e Masuken viene liberato dal controllo di MetalPhantomon. Omnimon X scopre che DexDorugoramon è più forte di quanto lo fosse diecimila anni prima e non riesce ad infliggergli danni sufficienti, nemmeno con il suo Cannone Supremo a distanza ravvicinata. Quando Omnimon X invoca la sua Spada Trascendente, il corpo di Hikaru produce una enorme sfera di energia ed Omnimon X si rende conto che è Hikaru a trasferire il potere a DexDorugoramon, rendendolo invincibile, anche se inconsapevolmente. Omnimon X prova quindi ad eliminare Hikaru, ma Masuken dice che loro possono ancora controllare DexDorugoramon e dice ad Hikaru di imbrigliare nuovamente il potere del suo Digimon. Hikaru quindi colpisce DexDorugoramon e prova a calmare il suo Digimon, ma in quel momento giunge MetalPhantomon e strappa al Digimon il suo Spirito di Drago per riuscire a riportare in vita il Digicuore contenente Dexmon. Omnimon X prova ad impedirglielo ma MetalPhantomon scappa. Omnimon X dice ad Hikaru che il corpo di Dorumon sparirà entro dieci giorni e che nemmeno lui può salvarlo. Consiglia quindi al gruppo di dirigersi verso la Valle del Drago del Mattino e di recarsi alle Cascate di Giada per ottenere un nuovo Spirito di Drago da un Cavaliere Sacro chiamato Duke, un MedievalGallantmon. Prova quindi a rintracciare MetalPhantomon. Mentre è in grado di seguire il Digimon al luogo dove Dexmon è stato sigillato come Digicuore, nulla può per impedire la rinascita di Dexmon o per sconfiggerlo in battaglia. Alla fine aiuta comunque Alphamon insieme agli altri nello sconfiggere Dexmon quando questi arrivano in soccorso.
Duke del Coraggio
Il secondo Cavaliere Sacro, colui che può dare a Dorumon un nuovo Spirito di Drago necessario a salvare la sua vita. Dopo aver completato diversi test, Hikaru e gli altri si guadagnano il diritto di essere ricevuti da lui. Tuttavia, Duke consegna loro il nuovo Spirito di Drago solo dopo che essi si distinguono in battaglia contro di lui. Successivamente, si trasforma da MedievalGallantmon a Gallantmon X per combattere Dexmon.
Magna dei Miracoli
Un Magnamon X. Appare brevemente per aiutare Masuken e Teru ad acquisire nuovi poteri per aiutare a combattere Dexmon e, successivamente, il suo "Potere dei Miracoli" aiuta Hikaru e gli altri a tornare nel mondo reale.
MameTyramon
In realtà non è un Cavaliere Sacro, ma solo uno dei servi di Duke. Un personaggio in qualche modo viscido ed arrogante che sottopone i ragazzi a vari test. Quando il suo elmetto viene distrutto, diventa ancora più veloce e potente.

### Nemici
Kuwagamon X
MegaSeadramon X e GigaSeadramon
Un GigaSeadramon diventa furioso con il gruppo quando il Greymon X di Teru distrugge suo fratello MegaSeadramon X. GigaSeadramon appare subito dopo la sconfitta di MegaSeadramon X. GigaSeadramon attacca Teru, ma Hikaru fa digievolvere Dorimon in Grademon e lo sconfigge.
SkullBaluchimon
MetalPhantomon
Il "Dio della Morte", che originariamente attira i bambini a Digiworld per usare i loro poteri per i propri scopi. Ruba lo Spirito di Drago di Dorumon per riportare in vita Dexmon, ma viene infine assorbito dallo stesso Digimon millenario.
Dexmon
Il nemico principale e finale del manhua, vera forma del Digicuore sigillato diecimila anni prima dai Cavalieri Sacri. Viene riportato in vita da MetalPhantomon e, dopo aver assorbito il Digimon malvagio, acquisisce il potere e l'abilità di pensare con la sua testa. Alla fine si fonde con Digiworld stesso, costringendo Alphamon a "purificarlo" e a lasciarlo al centro del mondo digitale.

## Altro

### Digievoluzione
Nella serie, la Digievoluzione si può raggiungere solo tramite la generazione di "sfere di energia", che sono formate dalla forza di volontà del partner umano. Tuttavia, se nel processo vengono coinvolte anche emozioni negative, ciò può causare al Digimon partner di digievolvere in una versione selvaggia di se stesso in un processo chiamato "Digievoluzione Death-X (Dex)". L'esempio più significativo si ha quando il Dorumon di Hikaru megadigievolve in DexDorugoramon.

### Digivice D-Cyber
Il Digivice usato in questa serie è il Digivice D-Cyber. L'unica caratteristica degna di nota nella raffigurazione di questo Digivice sta nel fatto che gli attacchi speciali del Digimon a lui collegato si attivano quando il suo partner umano "scuote" in un modo particolare il D-Cyber.